# Keon Alexander

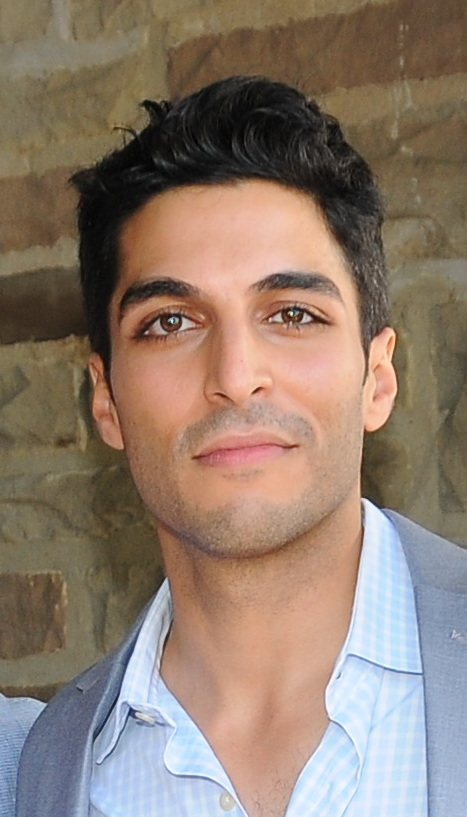
Keon Mohajeri nel 2011

Keon Alexander, conosciuto anche come Keon Mojaeri (...), è un attore canadese.

## Biografia
Ha origini persiane.

## Carriera
Dal 2019 al 2022 è nel cast della serie The Expanse. Nel 2025 è uno dei personaggi principali della seconda stagione di The Night Agent.

## Filmografia parziale

### Televisione
- Flashpoint - serie TV, episodio 2x14 (2009)
- Tyrant - serie TV, 10 episodi (2015-2016)
- Killjoys - serie TV, episodio 2x06 (2016)
- Impulse - serie TV, 5 episodi (2018)
- NCIS - Unità anticrimine (NCIS) - serie TV, episodio 16x01 (2018)
- The Expanse - serie TV, 19 episodi (2019-2022)
- 9-1-1: Lone Star - serie TV, episodio 4x12 (2023)
- Quantum Leap - serie TV, episodio 2x10 (2024)
- The Night Agent - serie TV, 10 episodi (2025)

## Doppiatori italiani
Nelle versioni in italiano delle opere in cui ha recitato, Keon Alexander è stato doppiato da:
- Paolo Vivio in The Expanse, The Night Agent
- Gianluca Cortesi in NCIS - Unità anticrimine
- Enrico Chirico in 9-1-1: Lone Star